# S.E.S.
S.E.S.（エスイーエス）は、韓国の女性3人組アイドルグループ。韓国アイドル第1世代。1997年11月にデビューし、SMエンタテインメントとの専属契約満了となった2002年末に解散した。
グループ名は、メンバーの芸名であるSea（「パダ」とは朝鮮語で「海」の意。）、Eugene（ユジン）、Shoo（シュー）の頭文字から取ったもの。

## メンバー
- パダ（英語版）（Sea/Bada, 바다 本名：최성희、崔盛希、チェ・ソンヒ）1980年2月28日（45歳）。血液型AB型。既婚。一女の母。韓国全羅南道莞島郡出身。メインボーカル。
- ユジン（Eugene, 유진 本名：김유진、金楢真、キム・ユジン）1981年3月3日（44歳）。血液型A型。既婚。二女の母。
- シュー（英語版）（Shoo, 슈 本名：유수영、柳水永、ユ・スヨン）1981年10月23日（43歳）。血液型A型。既婚。一男二女の母。在日韓国人で14歳まで横浜市で育った。「シュー」の芸名は、日本名「邦光洙（くにみつ・しゅう）」に由来している[要出典]

## 概要
韓国芸能界で本格的・継続的に成功した初の女性アイドルグループである。彼女たちの成功に刺激され、Fin.K.L（ピンクル）、Baby V.O.X、Sugar、Jewelry等が続々とデビューした。韓国経済危機最中の1998年には海外からの観光客誘致を呼びかけるCMに出演し金大中大統領（当時）と共演した。
1998年10月、バップからシングル「めぐりあう世界」をリリースし日本デビュー。
2000年5月、エイベックスに移籍。『週刊少年マガジン』など少年誌のグラビア掲載、日本テレビ系「THE夜もヒッパレ」、フジテレビ系「恋ボーイ恋ガール」などにも出演していたが、セールス的には不本意な結果に終わった。
所属事務所だったSMエンタテインメントは彼女達の日本での活動経験を踏まえてBoA、東方神起、少女時代などを次々と日本に進出させ、今日のK-POPブームの礎を築いた。ユジンはアメリカ・グアム出身、シューは日本出身の在日韓国人というように、海外進出を視野に入れて帰国子女をメンバーに入れる手法はSMだけでなく他事務所のアイドルグループでも踏襲されている。
S.E.S解散後、パダはミュージカル俳優とソロ歌手、ユジンは俳優、シューはテレビタレント、ミュージカルを中心に活動してきた。
2016年11月には、再結成が発表された。これは、翌2017年でS.E.Sが結成（デビュー）20周年を迎える節目の年であることを機に実現した。デビュー20周年記念プロジェクト「REMEMBER」では、収益の20％を社会貢献事業に寄付する旨も発表された。
2016年12月30、31日、世宗（セジョン）大学の太陽（テヤン）ホールで単独コンサート「Remember, the day」を開催。このチケットは、予約開始からわずか2分で完売した。

## エピソード
- ファンクラブおよびファンの総称は「Friends」。公式応援カラーと応援用風船の色は紫だった[5]。
- S.E.S.の所属事務所だったSMエンタテインメントの創業者であるイ・スマンは当初、同事務所所属の男性グループH.O.T.を日本でデビューさせるつもりだったが、当時の韓国では兵役未了の男性が海外を頻繁に行き来することは難しかったため断念し、代わりにS.E.S.が日本進出第一号になった。
- S.E.S.の日本進出が失敗に終わったため、イ・スマンは日本ではヒットさせるまでに時間が掛かることを痛感し、その期間を逆算して次はもっと若い歌手を送り込もうと社運を賭けたプロジェクトを起こし、その結果BoAの日本進出成功につながった。少女時代の日本デビューでは、SMはS.E.S.の失敗を教訓として、曲選びからデビューイベントの内容、時期まで慎重に吟味したという[6]。
- デビュー前は、中国語も話せるソイ（英語版）という女性も加えた4人組グループとし、各メンバーがそれぞれ英語、日本語、朝鮮語、中国語を話せるというグループ構成にする予定だったが、ソイが抜けたので、結果的に3人組としてデビューした。イ・スマンも、「S.E.Sは実は4人だったんですよ。中国語が出来る子も入れて4人だったんですが、デビューさせる直前に中国語のできる彼女の個人的な理由で抜けることになりました」[7] と語っていた。なお、ソイはのちに、女性グループT.T.MA（ティティマ）[8] のメンバーとしてデビューし、その後ははギタリストのチャン・ジュンソンと一緒にRASPBERRY FIELD（英語版）という2人組ユニットのボーカルとして活動した[9]。彼女の姉はソロ歌手のHeyである[10]。
- 日本の芸能マスコミでは、S.E.Sを当時の日本の人気アイドルグループ「SPEED」になぞらえ、「韓国のSPEED」として紹介することが多かった[11]。
- 「めぐりあう世界」「夢をかさねて」「（愛）という名の誇り」などの作曲を島野聡が手がけた関係で、同じく彼の作であるMISIA「つつみ込むように…」を韓国でカヴァーしたこともある（第4集「A letter from Greenland」収録、韓国でのタイトルは『Show me your love』）。S.E.Sメンバーは、「あの曲（つつみ込むように…）が大好きで、島野聡さんとも何回も会って話をしたりして。この曲を歌うまで3年かかったんですよ」と述べていた[12]
- 1999年頃、メンバー全員が頭を金髪にしたために、韓国KBS放送から出演禁止に指定された事があった。KBSは公営放送であることから、芸能人は若者に多大な影響力を持つため、模範的な外見であることを当時は要求していたからである[13]。その後のK-POPアイドルメンバーでは、金髪は珍しいものではない。
- 2001年には帰国子女のユジンと在日韓国人のシュー、同じくSM所属だった男性グループ「神話」メンバーのエンディが通学していた外国人学校が韓国の大検資格を有していなかったことが発覚。ユジンは既に入学し一年通った高麗大学の、シューとエンディは合格したばかりの韓国外国語大学の入学取消という騒動もあった。合格の経緯が特殊才能保有者試験という特別枠だったため、その点でも世間の批判にさらされた[14]。
- 韓国の大手芸能事務所の一つであるDSPメディア（旧・テソン企画）は、SMエンタテインメント所属のS.E.Sに対抗する形で、女性4人組Fin.K.L（ピンクル）をデビューさせた。その後もSMの東方神起に対するDSPのSS501、SMの少女時代に対するDSPのKARAといった形で両社の競合関係が続いていたが、2010年代以降のDSPは業界内での地位がしだいに低下した。
- 芸能評論家の中森昭夫は、「（1998年）8月末、六本木のヴェルファーレで韓国版SPEEDことS.E.Sのお披露目ライブを見たのだ。（中略）韓国語と英語と日本語の飛び交う近未来SF映画のような空間で唄い踊る彼女らはとびきり魅力的だった。（中略）韓国のアイドルのライブを見るなんて生まれて初めてだ」と述べていた[15]
- 音楽ライターの石井恒は、2000年に発表した文章で、S.E.Sについて次のように述べていた。

石井は文章の末尾で「今の韓国ポップがいかにパワフルでカッコいいか日本人に教えてやりなさいよ。それができるのはあなたたちだけでしょ」と締めくくっていた。また、石井は「韓国で彼女たちは、韓国のトップ・アイドルグループのH.O.Tもいる業界最大手のSMエンターテインメントに所属。先日釜山でH.O.Tのコンサートを見たが、ファンクラブが軍隊みたいで怖かった」とも述べていた。当時は、韓国のアイドルグループ文化を日本人が少しずつ認知するようになった時期である。
- SMエンタテインメントの後輩グループ東方神起メンバーだった、ジュンス、ジェジュン、ユチョンは、SMとの専属契約効力停止の裁判で勝訴し脱退した。この時に彼らは、13年間というSMとの専属契約期間は長すぎると主張していた。SM側は、「女子グループ『SES』は、日本のソニー・ミュージックと契約を結ぼうとしたが、専属契約期間が短いため不安定であることが問題視され、日本での活動ができなくなったことがある」「13年は円滑な海外での活動のため、メンバーらとの合意の下で結ばれた契約だ」と反論していた[17]。
- ユジンはデビュー当時から“韓国のオリビア・ハッセー”の愛称がつく美貌で人気が高く、現在でもMnet「ゲット・イット・ビューティー」の初代MCを務めるなど、ビューティ・アイコンとして認知されている。2000年代初頭というアイドルが女優に転身する例はほとんどなかった時代に、アイドルから女優へ転身し成功した1人である。現在もテレビドラマを中心に女優としての活動をメインにしている。
- シューは2010年のインタビューで、S.E.S.時代を「華やかなとき」と表現し「当時は本当にたくさん仕事をしましたが、振り返ってみるとからっぽでした。そのときにわたしが持っていたのは、人気、ファンなど、永遠のものではなかったんですから。ですが日本でミュージカルに出演し、その状況をちゃんと乗り越え、今はとても心に余裕が出てきたので、華やかなときに戻れと言われても、そうしたいとは思いません」とコメントしている[18]。
- 2010年4月、シューがプロバスケット選手イム・ヒョソン（朝鮮語版）(仁川電子ランド)と結婚[19]。結婚式では元メンバー3人全員が集まったことで、「S.E.Sのプチ再結成」として話題になった[20]。同年6月23日午前2時30分に、ソウル・江南の病院で男の子を出産した[21]。
- 2011年7月には、ユジンが俳優のキ・テヨン（英語版）と結婚した。この2人が知り合ったのは、MBCドラマ「恋人づくり」の共演したのがきっかけである[22]。7月23日に京畿道安養のソウル中央教会で行われた結婚式には、元S.E.S.メンバーだけでなく多くの芸能人も出席した。
- パダは、ミュージカル「美女はつらいの」に2008年から主演（カン・ハンビョル役）を務めていて、数々の賞を受賞した。2011年10月8日〜11月6日に日本・大阪松竹座で行われた公演では、KARAのギュリと共にダブルキャストで主演を務めた。『朝日新聞』2011年10月8日付夕刊で、パダはギュリと共にインタビューに応じたが、パダはS.E.S時代について、「当時、韓国のアイドルが日本のテレビに出るなんて大変だったし、どちらの国でも奇異の目で見られた。」「誰もいなかった時代に頑張った経験は自信になっている」と振り返った。ギュリは、「先に道を切り開いた人のおかげ、感謝している」と語った。ちなみに、パダとギュリは、同じく安養（アニャン）芸術高校（朝鮮語版）の出身で、専攻も同じく演劇である。
- 2017年3月、パダが11歳年下の一般人(実業家)と結婚。全員が既婚者となった。
- シューは、2016年8月から2018年5月まで、マカオなど海外で数回にわたって7億9千万ウォン規模で常習賭博をおこなった容疑で、2018年12月にソウル東部地検刑事2部によって在宅起訴された。2018年8月、シューはソウル市内のカジノで、アメリカ国籍のパク某氏と韓国人ユン某氏から。それぞれ3億5千万ウォンと2億5千万ウォンを借りて返済しなかったという詐欺の疑いで検察に告訴された。しかし、検察はシューが借りた金を返さなかっただけで、詐欺の容疑については「容疑なし」と判断した。また、ユン某氏の場合、賭博に使われることを知りながら彼女に金を貸した賭博幇助の疑いがあるとみて、シューとともに在宅起訴した。さらに、検察調査ではシュが金を借りる過程で中間業者たちがいわゆる「違法換金（ファンチギ）」と呼ばれる外貨投機行為を行った事実も摘発された。検察はこの件に関する違法換金業者２人も外国為替取引法違反の疑いで在宅起訴した[23]。2019年2月18日にソウル東部地裁は、シューに対して、常習賭博罪で懲役6カ月、執行猶予2年、社会奉仕80時間を言い渡した[24]。
- シューは2025年に、肌の鎮静や再生効果があると言われる植物「ツボクサ」を活用したスキンケア製品の開発・販売事業を手がけていることを公表した。本人も農園の運営に関わっている[25]。ボランティア活動にも尽力している[26]。

## シューと井ノ原快彦の共演
メンバーのシューは、日本語ネイティブであることを生かして、日本の男性グループV6のメンバーだった井ノ原快彦と、2001～02年に相次いで共演した。
テレビドラマ「NO KISS」は、2001年9月25日25時10分（実質的に26日1時10分）からフジテレビ系で放送された。同年12月5日にDVDが発売された。出演者は、井ノ原とシューのみだった。原案・演出は堤幸彦が担当した。この作品は「デジタルフォトドラマ」、すなわち静止画である写真を連続で動かすことによって、映像とは一味違うニュアンスを出す演出内容だった。釜山広域市でロケが実施された。
舞台「東亜悲恋」は、主演は井ノ原で、シューがヒロインだった。横山裕（当時は関西ジャニーズJr.、のちにSUPER EIGHTメンバー）も共演していた。日本での主催は、フジテレビジョン、関西テレビ放送、財団法人児童育成協会・こどもの城だった。
「東亜悲恋」は、以下の日程で開催された。
- 2001年
  - 10月13～28日　東京都・青山劇場
  - 11月4～11日　大阪市・シアタードラマシティ
- 2002年
  - 6月1～7日　東京都・新国立劇場中劇場
  - 6月11日　大分市・大分文化会館
  - 6月15～16日　神戸市・新神戸オリエンタル劇場　　　 　　
  - 6月20～23日　大阪市・シアタードラマシティ
  - 6月27日　新潟市・新潟市民芸術文化会館（りゅーとぴあ）　　　　　　　　
  - 7月5～7日　さいたま市・彩の国さいたま芸術劇場
  - 7月19～21日　ソウル特別市・韓電アートプルセンター[30]

「東亜悲恋」パンフレットに掲載されたインタビューでは、井ノ原がシューについて次のように述べていた。
シューは、日韓関係について次のように述べていた。
2002年2月に発売されたS.E.S.のアルバム「Choose My Life-U」表題曲「Just A Feeling」のミュージックビデオでは、井ノ原がゲスト出演した)。

2002年6月12日にV6が発売したシングル「Feel your breeze/one」には、「V6 feat. Shoo」名義の楽曲「one」が収録された。

## ディスコグラフィー

### 韓国盤

#### アルバム
|            | タイトル                | 発売日         | 販売量    | レーベル                        |                                                 |
| ---------- | ----------------------- | -------------- | --------- | ------------------------------- | ----------------------------------------------- |
| 1集        | I'm Your Girl           | 1997年12月24日 | 61万枚    | キングレコード/シンナラレコード | 1998年 年間 9位 楽曲「I'm Your Girl収録」       |
| 2集        | Sea & Eugene & Shoo     | 1998年11月23日 | 651,331枚 | シンナラレコード                | 1998年 年間 21位 楽曲「 Dreams Come True 」収録 |
| 3集        | Love                    | 1999年10月29日 | 770,475枚 | WaWa Entertainment              | 1999年 年間 4位                                 |
| 4集        | A Letter from Greenland | 2000年12月23日 | 645,713枚 | IK-Pop                          | 2000年 年間 16位                                |
| 4.5集      | Surprise                | 2001年7月11日  | 357,896枚 | IK-Pop                          | 2001年 年間 16位                                |
| 5集        | Choose My Life-U        | 2002年2月14日  | 406,528枚 | IK-Pop                          | 2002年 年間 11位                                |
| 5.5集      | FRIEND                  | 2002年11月21日 | 94,654枚  | IK-Pop                          | 2002年 年間 66位                                |
| 20周年記念 | Remember                | 2017年1月2日   | 6,373枚   | IRIVER                          |                                                 |

#### VCD,VHS
|         | タイトル               | 発売日         | レーベル           |
| ------- | ---------------------- | -------------- | ------------------ |
| VCD,VHS | Dreams Come True       | 1999年9月18日  | Sego Entertainment |
| VCD     | SES nCD                | 1999年12月23日 | Palette Music      |
| VHS     | 2000 SES First Concert | 2000年6月16日  | Sego Entertainment |
| VCD     | 2000 SES First Concert | 2000年6月23日  | Sego Entertainment |

### 日本盤

#### VAP

##### シングル
|       | タイトル                            | 発売日         | オリコン 最高順位 | 販売量   | タイアップ |
| ----- | ----------------------------------- | -------------- | ----------------- | -------- | --- |
| 1st   | めぐりあう世界                      | 1998年10月21日 | 37位              | 13,780枚 | 日本テレビ系「ぐるぐるナインティナイン」エンディングテーマ                                                        |
| Remix | I'm Your Girl                       | 1998年12月10日 | 82位              | 3,090枚  | |
| 2nd   | 夢をかさねて                        | 1999年2月21日  | 83位              | 2,470枚  | フジテレビ系「そう快!ヒデタミン」エンディングテーマ                                                               |
| 3rd   | (愛)という名の誇り                  | 1999年6月23日  | 60位              | 8,930枚  | フジテレビ系「恋ボーイ恋ガール」エンディングテーマ                                                                |
| 4th   | T.O.P (Twinkling of Paradise)       | 1999年10月27日 | 56位              | 4,840枚  | |
| 5th   | Sign of Love/Miracle                | 1999年12月8日  | 78位              | 3,280枚  | 日本テレビ系「第78回全国高校サッカー選手権大会」イメージソング 日本テレビ系「TVおじゃマンボウ」エンディングテーマ |
| 6th   | Love ～いつまでもオンジェ・カジナ～ | 2000年4月21日  | 100位             | 2,030枚  | 日本テレビ系「週刊ストーリーランド」エンディングテーマ                                                            |
| 7th   | 海のオーロラ                        | 2000年7月21日  | —                 | —        | 映画「The AURORA 海のオーロラ」主題歌                                                                             |
| 8th   | Lovin' You                          | 2000年8月2日   | —                 | —        | 日本テレビ系「週刊ストーリーランド」エンディングテーマ                                                            |

##### アルバム
|        | タイトル                               | 発売日        | オリコン 最高順位 | 販売量   |
| ------ | -------------------------------------- | ------------- | ----------------- | -------- |
| 1集    | Reach Out                              | 1999年3月10日 | 50位              | 10,290枚 |
| ベスト | Prime -S.E.S The Best-                 | 2000年3月15日 | 64位              | 3,750枚  |
| 2集    | Be Ever Wonderful                      | 2000年5月24日 | 93位              | 2,860枚  |
| ベスト | HERE & THERE - S.E.S Single Collection | 2001年3月16日 | —                 | —        |

##### DVD,VHS
|      | タイトル          | 発売日        |
| ---- | ----------------- | ------------- |
| PV集 | S.E.S VIDEO CLIPS | 2000年8月23日 |

#### avex

##### アルバム
|        | タイトル                | 発売日        |
| ------ | ----------------------- | ------------- |
| 4集    | A letter from Greenland | 2001年6月12日 |
| 1集    | SES                     | 2001年8月22日 |
| 2集    | SES2                    | 2001年8月22日 |
| 3集    | SES3 Love               | 2001年8月22日 |
| 5集    | Choose My Life - U      | 2002年5月2日  |
| ベスト | BEST                    | 2002年7月10日 |
| ベスト | BEAUTIFUL SONGS         | 2003年6月25日 |

##### DVD
|      | タイトル        | 発売日        |
| ---- | --------------- | ------------- |
| PV集 | BRILLIANT CLIPS | 2003年6月25日 |

## 出演

### テレビ

#### レギュラー
- DAIBAッテキ!! （フジテレビ）
- 恋ボーイ恋ガール （フジテレビ）

#### 音楽番組
- HEY!HEY!HEY! MUSIC CHAMP （フジテレビ） - 1998年12月7日、1999年2月22日、7月12日
- MUSIC STATION （テレビ朝日）- 2002年6月21日 （V6 with Shoo）
- POP JAM （NHK） - 1999年7月10日
- Music Jump （NHK-BS2） - 1999年7月4日
- MMM （日本テレビ） - 2000年1月29日、4月21日、8月4日
- 青春のポップス （NHK） - 1998年4月、9月13日
- 日刊！ひっと （日本テレビ） - 1998年10月22日、1999年2月18日、6月25日
- Pocket Music （日本テレビ） - 1998年11月4日、1999年3月3日、7月7日
- POP FILE （TBS） - 1998年10月30日
- リズム Baby （TBS） - 1999年7月2日、9月17日、9月24日
- Gパラダイス RAVE 2001 （テレビ東京） - 1998年11月6日、1999年3月5日

#### バラエティ番組
- THE夜もヒッパレ （日本テレビ）- 1998年5月2日、7月18日、9月5日、10月17日、11月14日、11月28日、12月19日、1999年3月13日、3月20日、7月10日、8月7日、2000年4月22日、6月17日
- スーパーJOCKEY （日本テレビ） - 1998年10月18日
- 森田一義アワー 笑っていいとも! （フジテレビ）- 1999年6月23日
- 24時間テレビ 「愛は地球を救う」 （日本テレビ） - 1999年8月22日
- フルーツサンデー（NHK-BS2） - 1999年6月25日
- Week And Joy（NHK-BS2） - 1998年7月25日
- 真夜中の王国 （NHK） - 1999年2月26日、2000年5月18日
- 寝ドキッ （日本テレビ） - 1998年9月25日、10月16日、1999年1月30日、2月26日、6月24日、12月2日、2000年4月20日、7月27日、8月24日
- 伝説音舗うれる堂 （読売テレビ） - 1999年7月9日

### ラジオ
- Precious Harmony （Bay FM）- 1999年4月 ~ 2000年9月
- SUPER FREAK SUNDAY （FM富士） - 1999年6月20日
- BAY LINE 7300 （Bay FM）- 1999年6月22日
- HITS! THE TOWN（Nack5）- 1999年6月26日
- Come on! funky lips （QR）- 1999年6月30日
- J-HITS POWER STATION （FM富士） - 2000年1月6日
- SOUND SPEC. （FM富士） - 2000年4月22日
- Studio H （TOKYO FM）- 2000年5月4日
- Saturday Night Hot Request （NHK FM） - 2000年5月6日
- Super World Count Down （TOKYO FM）- 2000年5月20日
- J-POP Brand-new Special （Music Bird）- 2000年5月21日
- Brand New Disk （FM富士） - 2000年6月2日
- Heart of Sunday （FM??） - 2000年6月11日

### CM

#### 韓国
- 1998年 農心 「セウカン」
- 1998年 韓国広報CM
- 2000年 ETUDE
- 2000年 東亜大塚 「ファイブミニ」
- 2001年 東亜大塚 「ファイブミニ」
- 2001年 日本観光広報CM
- 2002年 ユニリーバ 「コレス」

### 公式サイト
- S.E.S. Korea Official Site（朝鮮語）
- Bada(Sea) Korea Official Site（朝鮮語）

### ファンサイト
- Forses.net（朝鮮語）

### Member
- Bada(Sea) Twitter
- Eugene Twitter
- パダInstagramアカウント Instagram
- ユジンInstagramアカウント Instagram
- シューInstagramアカウント Instagram